# Yukon Plateau
Yukon Plateau ist ein Oberbegriff für die Gebirgsketten und dazwischen liegenden Hochplateaus der nordamerikanischen Kordilleren, die zum größten Teil im Westen des kanadischen Yukon-Territorium und zu einem kleinen Teil in Ost-Alaska und Nord-British Columbia liegen. Sie grenzen im Westen und Norden an das Yukon-Tanana Upland, die Yukon Niederung und das Porcupine Plateau. Alle genannten Regionen sind Teil der Intermontane Plateaus, die sich südlich des Yukon Plateaus in den Interior Mountains British Columbias fortsetzen. Komplettiert werden die nördlichen Kordilleren im Nordosten und Südwesten des Yukon Plateaus durch die pazifischen Küstengebirge sowie die zusammenhängenden Randgebirge der kanadischen Rocky Mountains, die nach Norden in die Mackenzie Mountains, weiter in die Richardson Mountains (die zum Teil zum Yukon Plateau gerechnet werden) und schließlich in die Brookskette Nord-Alaskas übergehen.
Der höchste Gipfel der gesamten Region ist der 2972 m hohe Keele Peak in den Selwyn Mountains.

## Gliederung
Zum Yukon Plateau gehören wiederum folgende Gebirge (von Nordwesten nach Südosten):
Die Ogilvie Mountains sind im Schnitt 1525–1830 m hoch, haben eine zerklüftete Struktur und bestehen insgesamt aus langen, verzweigten Kämmen, die steile Gipfel verbinden und von tiefen Tälern flankiert werden.
Die Wernecke Mountains, die über 2130 m hoch sind, waren früher vergletschert und sind einen Teil der Mackenzie-Yukon-Wasserscheide; der größte Teil entwässert nach Norden zum Peel River.
Die Selwyn Mountains, mit Gipfeln bis zu 2515 m und kleinen Gletschern, verlaufen fast parallel zu den Mackenzie Mountains und sind ein Gebiet mit hohen Niederschlägen.
Die Pelly Mountains nehmen ein großes, keilförmiges Gebiet im südlichen Teil des Yukon Plateaus ein und haben einen hohen, zerklüfteten Grat, der etwa 290 km lang und 65 km breit ist. Die höchsten Gipfel sind über 2000 m hoch. Gletscher sind nicht vorhanden. Große und tiefe Trogtäler verlaufen durch alle Gebirgszüge der Pelly Mountains, und einige durchqueren die Gebirgszüge komplett.
Im Zentrum der Plateau- und Gebirgsregion verläuft der Graben Tintina Trench.
Der südliche Teil des Yukon Plateaus umfasst die drei Hochebenen Lewes-, Nisultin- und Teslin-Plateau. Den nordwestlichen Abschnitt bildet das weitgehend unvergletscherte Klondike-Plateau, ein sanft gewelltes Gebiet mit einem Labyrinth aus tiefen, engen Tälern, die durch lange, glatte Bergkämme voneinander getrennt sind, von denen der auffälligste die Dawson Range bildet. Der südlichere Abschnitt, der das Kluane-Plateau bildet, ist in mehrere unterschiedliche physiografische Teile unterteilt, von denen die Ruby Range die höchste Gebirgsformation bildet.